# Heidi Westphal
Heidi Westphal (Gnoien, 5 luglio 1959) è un'ex canottiera tedesca.

## Palmarès
Tutte le medaglie elencate sono state conquistate in rappresentanza della Germania Est.

### Olimpiadi
- 1 medaglia:
  - 1 argento (Mosca 1980 nel due di coppia)

### Mondiali
- 3 medaglie:
  - 1 oro (Bled 1979 nel due di coppia)
  - 2 argenti (Monaco di Baviera 1981 nel quattro di coppia; Lucerna 1982 nel quattro di coppia)